# 고바야시 요스케
고바야시 요스케(일본어: 小林 陽介, 1983년 5월 6일 ~ )는 일본의 전 축구 선수이다.

## 구단 경력
과거 우라와 레즈, 로아소 구마모토, 마쓰모토 야마가 FC에서 활동하였다.